# Telmanowo (Kaliningrad, Tschernjachowsk)
Telmanowo (russisch Тельманово, deutsch Didlacken, 1938–1945 Dittlacken, auch: Althof Didlacken, 1938–1945 Althof-Dittlacken, litauisch Didlaukiai) ist ein Ort in der russischen Oblast Kaliningrad. Er gehört zur kommunalen Selbstverwaltungseinheit Stadtkreis Tschernjachowsk im Rajon Tschernjachowsk.
Die Ortsstelle Althof Didlacken/Althof-Dittlacken ist verlassen.

## Geographische Lage
Telmanowo liegt sieben Kilometer südwestlich der Rajonshauptstadt Tschernjachowsk (Insterburg) an der russischen Fernstraße A 197 (einstige deutsche Reichsstraße 139). Der Ort war bis 1945 mit zwei Haltepunkten Bahnstation an der heute nicht mehr betriebenen Bahnstrecke Insterburg–Trempen der Insterburger Kleinbahnen.

## Geschichte

### Bis 1945

#### Althof Didlacken (Althof-Dittlacken)
Das spätere Gutsdorf Althof Didlacken (in Unterscheidung vom nahegelegenen „Althof Insterburg“) wurde im Jahre 1556 gegründet. Im Jahre 1874 wurde es in den neu errichteten Amtsbezirk Didlacken  eingegliedert, der – am 13. September 1938 in „Amtsbezirk Dittlacken“ umbenannt – bis 1945 zum Kreis Insterburg im Regierungsbezirk Gumbinnen der preußischen Provinz Ostpreußen gehörte. Im Gutsdorf Didlacken, das nach 1874 offiziell „Althof Didlacken“ genannt wurde, waren im Jahre 1910 167 Einwohner registriert. Am 30. September 1928 wurde der Gutsbezirk Althof Didlacken in die wenige hunter Meter weiter südlich gelegene Landgemeinde Didlacken eingemeindet und als deren Ortsteil 1938 mit dem amtlichen Namen „Althof-Dittlacken“ benannt. 1945 kam der Ort zusammen mit dem nördlichen Ostpreußen zur Sowjetunion.

#### Didlacken (Dittlacken)
Die spätere Landgemeinde Didlacken wurde erst im Jahre 1651 gegründet. Sie wurde 1874 namensgebend für den neu zu errichtenden Amtsbezirk im Kreis Insterburg im Regierungsbezirk Gumbinnen der preußischen Provinz Ostpreußen. In Didlacken lebten 1910 377 Einwohner.
Am 30. September 1928 wurden die Gutsbezirke Althof Didlacken und Harpenthal (1938–1946: Harpental, russisch: Wolodino, nicht mehr existent) in die Landgemeinde Didlacken eingemeindet. Die Gesamteinwohnerzahl von Didlacken kletterte bis 1933 auf 489 und betrug 1939 noch 452. Im Jahre 1945 kam in Kriegsfolge auch die bereits am 3. Juni 1938 in „Dittlacken“ umbenannte Gemeinde zur Sowjetunion.

##### Amtsbezirk Didlacken (Dittlacken) 1874–1945
Am 11. März 1874 wurde Didlacken namensgebend für einen neu errichteten Amtsbezirk, zu dem anfangs neun Landgemeinden (LG) und vier Gutsbezirke (GB) gehörten:
| Deutscher Name                                   | Name (1938–1946)          | Russischer Name | Bemerkungen                                           |
| Birkenfeld (LG)                                  |                           | Krasnowka       |                                                       |
| (Althof-)Didlacken (GB)                          | Althof-Dittlacken         | Telmanowo       | 1928 in die Landgemeinde Didlacken eingegliedert      |
| Didlacken (LG)                                   | Dittlacken                | Telmanowo       |                                                       |
| Groß Plattenischken (LG)                         | seit 1928: Rehfeld        | Borowoje        |                                                       |
| Groß Siegmuntinnen (LG)                          | seit 1928: Siegmundsfelde | Baikal          | 1928 in die Landgemeinde Siegmundsfelde eingegliedert |
| Groß Uszballen (LG) 1936–1938: Groß Uschballen   | Dittau                    | Ossinowka       |                                                       |
| Harpenthal (GB)                                  | Harpental                 | Wolodino        | 1928 in die Landgemeinde Didlacken eingegliedert      |
| Kastaunen (LG)                                   |                           |                 |                                                       |
| Klein Siegmuntinnen (LG)                         | seit 1928: Siegmundsfelde | Baikal          | 1928 in die Landgemeinde Siegmundsfelde eingegliedert |
| Klein Uszballen (LG) 1936–1938: Klein Uschballen |                           |                 |                                                       |
| Keywutschen (GB)                                 | seit 1928: Rehfeld        |                 | 1928 in die Landgemeinde Rehfeld eingegliedert        |
| Leitnershof (LG)                                 |                           |                 | 1910 in die Landgemeinde Didlacken eingegliedert      |
| Siegmundshof (GB)                                | seit 1928: Siegmundsfelde | Baikal          | 1928 in die Landgemeinde Siegmundsfelde eingegliedert |

Am 1. Januar 1945 gehörten aufgrund der Umstrukturierungen lediglich noch fünf Gemeinden zum Amtsbezirk Dittlacken: Dittau, Dittlacken, Kastaunen, Rehfeld und Siegmundsfelde.

### Seit 1945
Im Jahr 1947 wurde Didlacken in Telmanowo umbenannt. Gleichzeitig wurde der Ort in den Dorfsowjet Swobodnenski selski Sowet im Rajon Tschernjachowsk eingeordnet. Offenbar wurde auch Althof Didlacken zu Telmanowo gezählt. Diese Ortsstelle wurde jedoch später verlassen. Von 2008 bis 2015 gehörte Telmanowo zur Landgemeinde Swobodnenskoje selskoje posselenije und seither zum Stadtkreis Tschernjachowsk.

## Kirche
Siehe den Hauptartikel → Kirche Didlacken

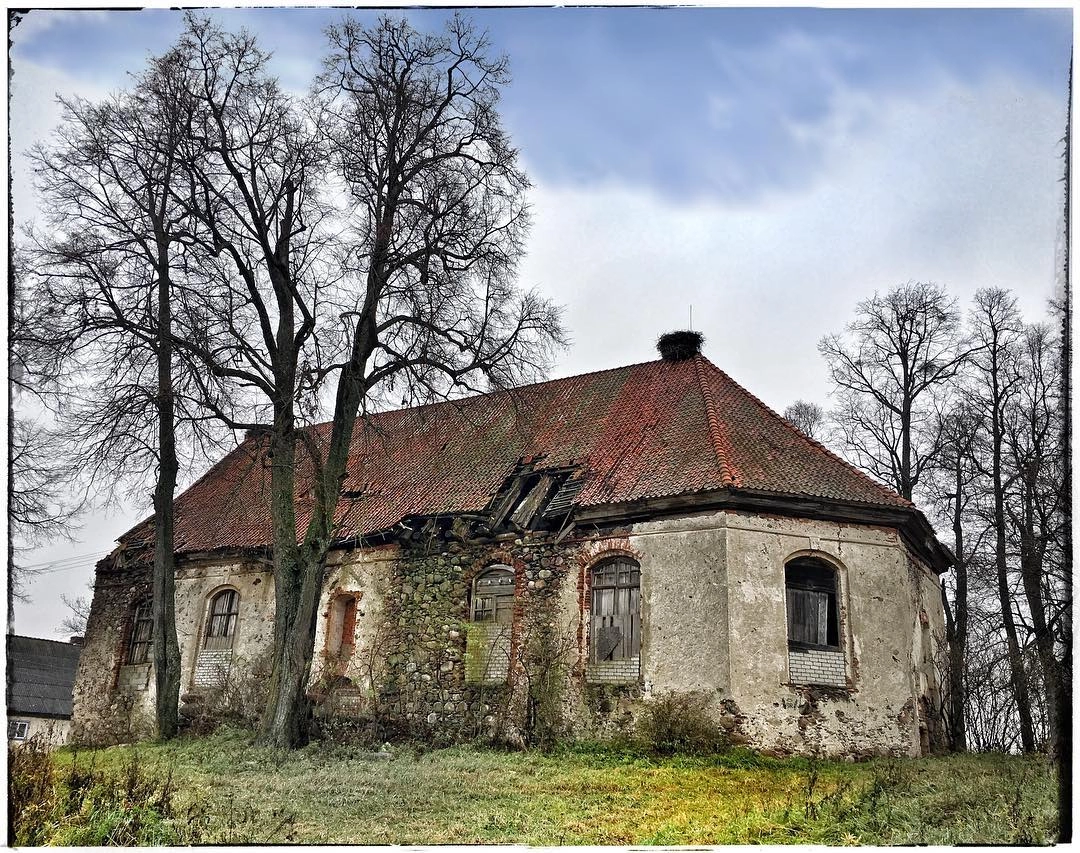
Kirche Didlacken

### Kirchengebäude
Im Jahre 1665 wurde vom Generalmajor und Gouverneur der Festung Pillau (heute russisch: Baltijsk) Pierre de la Cave eine Kirche gegründet. Sie war in Fachwerkbauweise errichtet und brannte 1757 ab. Im Jahre 1783 wurde eine neue Kirche gebaut, mit verputzten Feldsteinen, ohne Turm. Nach jahrelanger zweckfremder Nutzung befindet sich das nunmehr ungenutzte Gebäude im Verfallszustand.

### Kirchengemeinde
Didlacken wurde erst in nachreformatorischer Zeit ein Kirchdorf und die Gemeinde im Jahre 1665 gegründet. Zum Kirchspiel, das im Jahre 1925 3.450 Gemeindeglieder zählte, gehörte ein weitflächiges Gebiet, aus dem einige Orte 1846 in die damals neue Pfarrei der Kirche Obehlischken (1938–1946: Schulzenhof, heute russisch: Selenzowo) umgepfarrt wurden. Bis 1945 gehörte die Kirche Didlacken zum Kirchenkreis Insterburg in der Kirchenprovinz Ostpreußen der Kirche der Altpreußischen Union.
Heute liegt Telmanowo im Einzugsbereich der evangelisch-lutherischen Gemeinde in Tschernjachowsk (Insterburg), Pfarrgemeinde der Kirchenregion Tschernjachowsk in der Propstei Kaliningrad der Evangelisch-lutherischen Kirche Europäisches Russland.

## Persönlichkeiten
- Johann Jacob Doerffer (1711–1774), Hofgerichtsadvokat und Konsistorialrat in Königsberg